# Roddy Bottum
Roddy Bottum, né Roswell Christopher Bottum, le 1er juillet 1963 à Los Angeles, est un musicien américain. 
Il est plus célèbre pour avoir joué les claviers avec le groupe Faith No More et pour être le fondateur du groupe Imperial Teen (en). Il rejoint Faith No More à sa formation en 1982, et resta jusqu'à la dissolution du groupe en 1998, ayant enregistré cinq albums studio. En 1994 et 1995, Bottum fonda Imperial Teen avec Lynn Perko. Ce groupe est sûrement plus connu pour leur single "Yoo Hoo" utilisé dans le film Jawbreaker en 1999. Il est ouvertement homosexuel et a participé à la composition de la bande originale du film Adam & Steve.

## Filmographie
- 2018 : Tyrel de Sebastián Silva :
- 2021 : The Sparks Brothers (documentaire) d'Edgar Wright : lui-même

## Sources
- Article sur Roddy Bottum - The Advocate 16 février 1999
- Article sur Roddy Bottum - The Advocate 14 août 2001
- « Roddy Bottum s'équipe avec Courtney Love pour la bande originale de Adam & Steve » - The Advocate 18 mars 2005
- All Ears Music
- Interview avec Soundtrack.net 22 juillet 2001